# نوردين باكر
نوردين باكر (بالهولندية: Nordin Bakker)‏ (31 أكتوبر 1997 في هولندا - ) هو لاعب كرة قدم هولندي في مركز حراسة المرمى. لعب مع نادي فولندام.

## وصلات خارجية
- نوردين باكر على موقع قاعدة بيانات كرة القدم.إي يو (الإنجليزية)
- نوردين باكر على موقع Soccerway.com (الإنجليزية)